# Mont Obima
Mont Obima är ett berg i bergskedjan Massif du Chaillu i Kongo-Brazzaville. Det ligger i departementet Lékoumou, i den sydvästra delen av landet, 250 km nordväst om huvudstaden Brazzaville. Toppen på Mont Obima är 800 meter över havet.